# Carlos Vázquez Úbeda
Carlos Vázquez Úbeda (Ciudad Real, 31 de desembre de 1869 - Barcelona, 31 d'agost de 1944), fou un pintor, il·lustrador i cartellista espanyol.

## Biografia
El seu pare, Antonio Zoilo Vázquez Marjaliza, era notari i fill del general  carlí Fernando Vázquez Orcall, la seva mare, Matilde Úbeda, va ser la seva primera mestra en Dibuix, en 1886 inicia estudis a l'Escola Especial de Pintura de Madrid, on va tenir per professor al paisatgista Carlos de Haes.
Va viatjar a València, Sevilla i Galícia i va obtenir una pensió de la Diputació de Ciudad Real per ampliar estudis a França i Itàlia. Es va establir a París, on va treballar amb León Bonnat. el 1892 va obtenir la seva primera medalla per Recuerdos de Amor a l'Exposició Nacional de Belles Arts i en 1893 un premi en l'Exposició de Belles Arts de Rouen per Idil·li de pobres. Va exposar al Saló d'Artistes Francesos  La fille prodigue i en 1895 va presentar al Saló de París Velázquez pintant estudis per a la farga de Vulcà.
En 1896 va acompanyar durant un mes i mig a Daniel Urrabieta Vierge per les terres de La Manxa per a l'edició del Quixot. Exposa al Saló de París El mes de Maria i Retrat de Daniel Vierge. En 1897 torna al Saló de París amb L'Anunciació i La Benedicció del menjar, obra que va obtenir una primera medalla en l'Exposició de Belles Arts de Barcelona i va ser adquirida pel Museu d'Art Modern.
Llavors va marxar a Venècia per omplir encàrrecs, entre ells els retrats de Don Carles de Borbó, la seva esposa Berta i el seu fill Jaume, sent nomenat pintor de cambra del mateix Don Carlos.

### Arribada a Barcelona
El 1898 s'estableix a Barcelona i el 1900 presenta al Saló de París La Collita de figues de moro. Freqüenta la cerveseria  modernista Els Quatre Gats al costat de Ramon Casas, Santiago Rusiñol i Pablo Ruiz Picasso, entre d'altres.
A la seva mà es deu la portada d'una de les revistes del mateix nom, amb el dibuix Perico dels Palotes. Per llavors comença la seva col·laboració com a il·lustrador de Blanc i Negre, Pel & Ploma, Hispania, La Ilustración Artística, La Esfera... També es dedica a realitzar cartells. Realitza nombrosos viatges com a la vall d'Ansó, a Extremadura, a Àvila i a Salamanca.
El 4 de novembre de 1901 casa amb Matilde Garriga Corones, de reconeguda família barcelonina; li apadrina seu estimat gran amic Joaquim Sorolla, qui, com a regal de noces, li va obsequiar amb un retrat que actualment està dipositat al Museu Provincial de Ciudad Real. Realitza el Retrat de la seva esposa, adquirit pel Museu d'Art Contemporani de Barcelona. A l'any següent (1902), exposa una altra vegada en el Saló de París l'obra D'excursió i el 1903 presenta a la mateixa ciutat En els cactus de Granada; fa la seva primera Exposició individual a la Sala Parés de Barcelona. En 1904 presenta al Saló de París Allibera'ns Domine. Fa el cartell anunciador de la Sala Parés, Aparador de la Sala Parés, usant com a models a la seva pròpia dona i la filla del seu gran amic Perico Ribera. Exposa de nou amb gran èxit a la Sala Parés. El 1905 el Museu de Mèxic adquireix l'obra exposada al Saló de París, Casament a Ansó. El 1906 és nomenat Cavaller de l'Orde d'Alfons XII per la seva obra Mossos d'Esquadra, que és adquirida pel Museu de Luxemburg de París. Donada la seva projecció internacional, és nomenat Fill Predilecte per l'Ajuntament de Ciutat Real. Exposa a la V Exposició Internacional de Belles Arts de Barcelona la seva Mont Blanc des Chamonix i De pura raça. A Alemanya, Casament a la vall d'Ansó. El 1908 torna al Saló de París per exhibir La sogra, adquirida pel magnat de la premsa novaiorquesa William Randolph Hearst.
A Buenos Aires obté una primera medalla amb Venjança. En 1909 concorre al Saló de París amb A la fira de Salamanca i l'any següent exposa a París El torero ferit; aconsegueix una primera medalla a l'Exposició Nacional de Belles Arts de Madrid. És nomenat membre del jurat qualificador de l'Exposició Universal de Brussel·les. El 1911 presenta al Saló de Paris, Les roses tenen espines i La filla pròdiga. Participa en les Exposicions de Berlín i Barcelona. En 1912 envia al Saló de París La gitana presa i Regal de noces. L'Emperador d'Alemanya li concedeix l'alta condecoració de l'Àguila Roja. En 1913 obté la Medalla d'Or en el Saló de París per lluna de mel a la vall d'Ansó, que adquireix l'hispanista Archer Milton Huntington per a la Hispanic Society de Nova York.
En 1914 presenta El ofertorio de Extremadura i Abans de la correguda de bous. És nomenat membre de la Hispanic Society de Nova York i President del Cercle Artístic de Barcelona. En 1915 obté la Medalla d'Or a l'Exposició Internacional de San Francisco (USA) per A la fira de Salamanca. Des d'aquesta data va deixar de concórrer a les Exposicions internacionals. El 1926 retrata Alfons XIII a la sala Gasparini del  Palau Reial; aquesta obra es penja al Reial Cercle Artístic de Barcelona. Inicia els Diorames del Quixot per a l'Exposició Internacional de Barcelona de 1929. En 1928 fa una exposició individual al Museu Nacional d'Art Modern de Madrid. Pinta el Compromís de Casp per al Saló de Sant Jordi de la Generalitat de Catalunya. És nomenat Delegat de l'Associació de Pintors i Escultors de Barcelona. El 1929 Presenta Una noia del Toboso i Catedral de Ciudad Real a l'Exposició d'Art Modern a Granada i és nomenat Cavaller de la Legió d'Honor. Realitza el Retrat de Raquel Meller al Reliquiari.

### Professor
En els anys 1933-1935 realitza exposicions a les Galeries Laietanes (Barcelona) i participa en l'Exposició col·lectiva de la Sala Gaspar de Barcelona. En 1936 és nomenat Professor de Composició Decorativa de l'Escola d'Arts i Oficis de Barcelona; exposa a Caracas (Veneçuela) i fa una altra exposició individual al seu estudi de la Rambla n º 20. En iniciar-se la Guerra Civil, el seu estudi és saquejat, perdent-se importants documents i obres. El 6 de gener de 1937 s'embarca amb la seva dona, paralítica, i la seva filla Matilde, rumb a Marsella, passant a residir a Villefranche sur Mer (Niça), en una de les residències de la cèlebre i admirada artista, Raquel Meller. En aquest període realitza innombrables obres, que són adquirides a París i a Oslo (Noruega), on realitza una exposició amb gran èxit.

### Retorn a Espanya
Torna al seu país el 7 de gener de 1938 i resideix al principi a Sant Sebastià i després a Sevilla, on realitza un retrat molt celebrat del general Queipo de Llano. En acabar la guerra torna a Barcelona. en 1940 exposa a les Galeries Laietanes i pinta per encàrrec de l'oftalmòleg Ignasi Barraquer, l'absis de la capella de la seva clínica a Barcelona. El 1941 exposa a la Sala Gaspar i en 1942 participa en l'Exposició Nacional de Belles Arts de Barcelona, i l'any següent al Saló Delsa de Bilbao i en el seu Estudi de la Rambla Catalunya. En 1944 és nomenat Acadèmic de la Reial de Belles Arts de San Fernando i li fan una exposició homenatge a les Sales Fayans. Presenta la seva obra El Crist de Lepant i Don Joan d'Àustria. Una fallada cardiovascular li causa la mort mentre pintava al seu estudi, el 31 d'agost de 1944.